# 한마음고등학교
한마음고등학교(한마음高等學校)는 대한민국 충청남도 천안시 동남구 동면 장송리에 있는 사립 고등학교이다.

## 학교 연혁
- 2002년 7월 4일 : 학교법인 한마음교육문화재단 설립(이사장 조병일)
- 2002년 11월 27일 : 한마음고등학교 설립인가(특성화 고등학교)
- 2003년 3월 10일 : 초대 김태준 교장 취임, 개교 및 제1회 입학식(1학급 20명)
- 2005년 12월 31일 : 현대식 생활관(기숙사) 준공
- 2006년 2월 10일 : 제1회 졸업식
- 2013년 6월 6일 : 생활관(4층) 증축 준공
- 2020년 3월 1일 : 제7대 김민응 교장 취임
- 2022년 12월 29일 : 제18회 졸업식
- 2025년 2월 28일 : 학교법인 파산으로 인한 22년만에 폐교[1][2]

## 참고 자료
- 한마음고등학교 - 한국교육학술정보원 학교알리미